# Ca18de

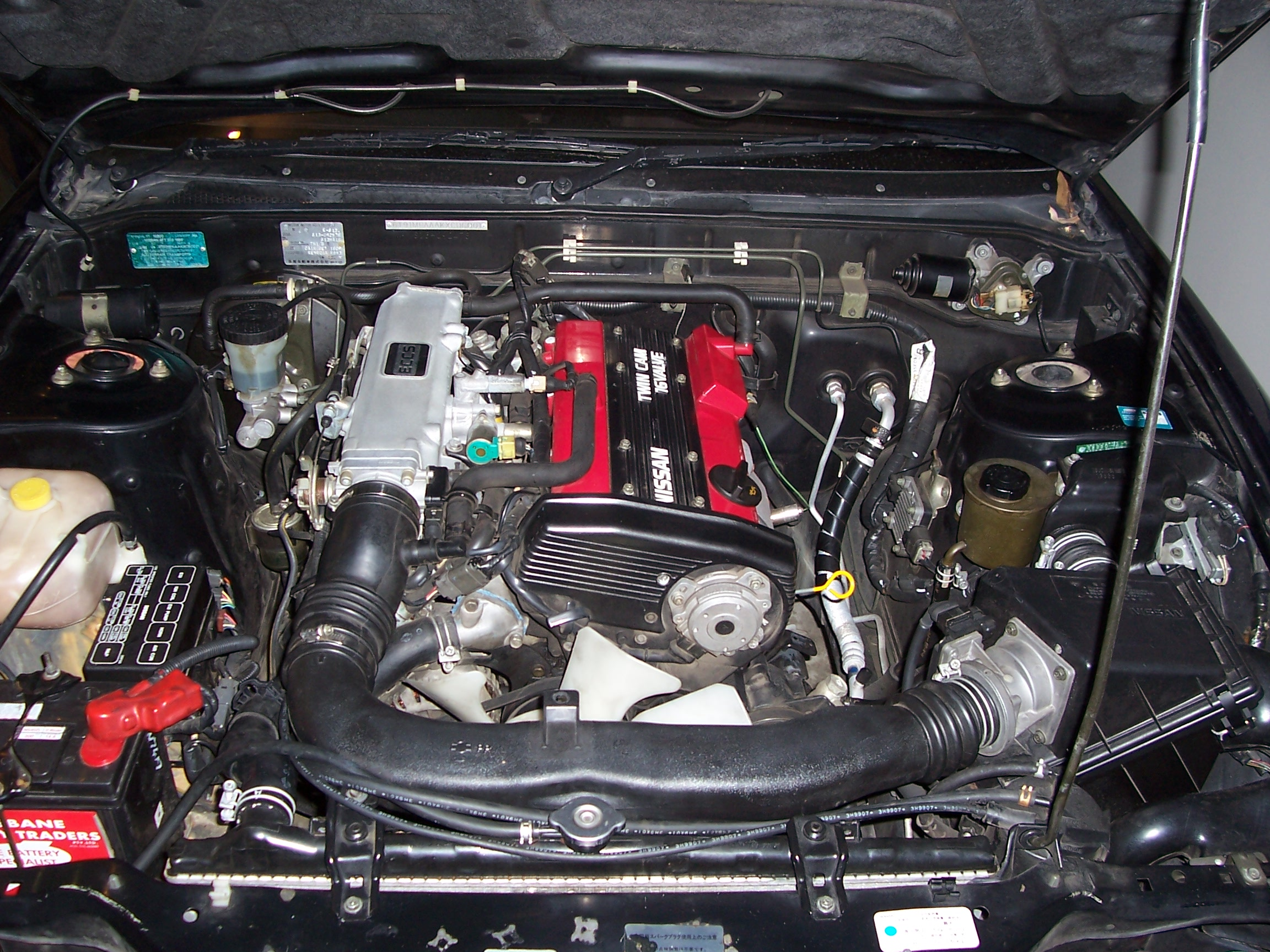
CA18DE

CA18DE är en 1,8 liters DOHC 16v (1809 cc) motor producerad av Nissan i Japan från 1983 till 1998.
Motorn hittas bland annat i Nissan 200sx S13 89-95 samt Nissan Bluebird och Nissan Sunny.

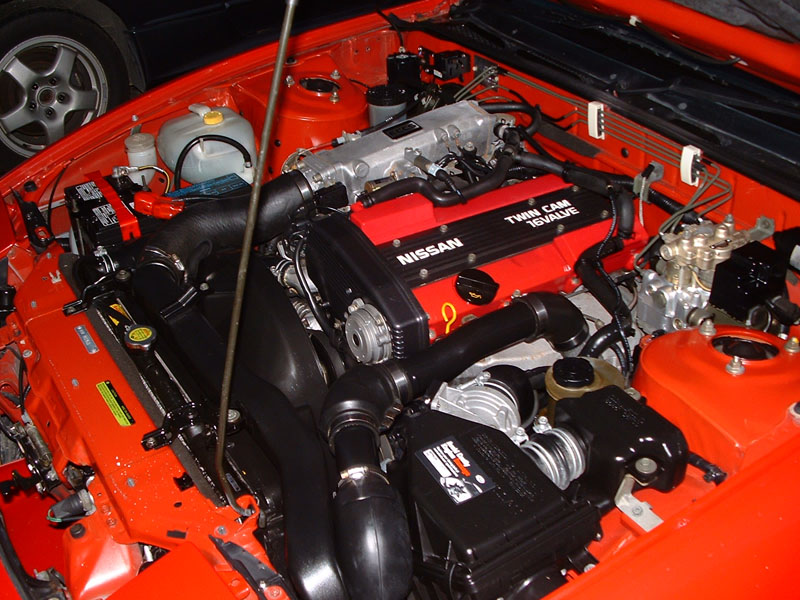
CA18DET

CA18DET är en förkortning där CA står för motortyp, 18 står för 1,8 liters slagvolym, D för dubbla överliggande kamaxlar, E för bränsleinsprutning och T för turbo. CA-motorn har använts i flera av Nissans bilmodeller och är mest känd från sportkarossen S13. Motorn har också funnits som 1,6 och 2-liters variant, även om 1,8-liters motorn är den mest förekommande. Den har dessutom funnits utan turbo och heter då CA18DE. Turbomotorn har tillverkats både med och utan intercooler. Motorn är mycket slitstark och har några för sin tid ovanliga tekniska lösningar, som 4 separata tändspolar vilka är monterade direkt ovanför tändstiften, CAS (Cam Angle Sensor) eller tändlägesgivare, som drivs avgaskammen och ger impulser för tändning och insprutning. CAS:en kan vara en källa till problem på bilar som gått mycket.